# Acanthicochernes biseriatus
Acanthicochernes biseriatus är en spindeldjursart som beskrevs av Beier 1964. Acanthicochernes biseriatus ingår i släktet Acanthicochernes och familjen blindklokrypare. Inga underarter finns listade i Catalogue of Life.